# Björkbacka
Björkbacka är en samhällshistorisk villa i nordöstra delen av Esbo centrum i det finländska landskapet Nyland.

## Historia och arkitektur
Björkbacka stod färdig år 1912 på en tomt som hade avstyckats från Jofs gård i byn Södrik. Esbo kommun köpte byggnaden år 1919 för att använda den som ett kommunalt barnhem. Barnhemmet flyttades till Noux år 1940, och Björkbacka togs då i bruk som folkskola. Folkskoleperioden avslutades när Domsby skola stod färdig. Björkbackas huvudbyggnad och den största ekonomibyggnaden är skyddade.
Björkbacka har ett brutet tak och en timmerstomme. Byggnaden har två verandor och utmärker sig genom sina gaveldekorationer med spjuttema.